# Venizy
Venizy är en kommun i departementet Yonne i regionen Bourgogne-Franche-Comté i norra Frankrike. Kommunen ligger i kantonen Brienon-sur-Armancon som tillhör arrondissementet Auxerre. År 2022 hade Venizy 846 invånare.

## Befolkningsutveckling
Antalet invånare i kommunen Venizy
| Referens: INSEE |